# برلين إس باهن
برلين إس باهن هو نظام سكة حديد سريع للنقل في برلين وحولها، عاصمة ألمانيا. تم تشغيله تحت هذا الاسم منذ ديسمبر 1930، بعد أن تم تسميته سابقًا بمنطقة التعريفة الخاصة Berliner Stadt- ،Ring- und Vorortbahnen (مدينة برلين، المدارات، وخطوط السكك الحديدية في الضواحي). وهو يكمل قطار برلين يو باهن وهو الرابط للعديد من مناطق برلين الخارجية، مثل مطار برلين شونيفيلد.
في العقود الأولى من عملها، كانت القطارات مسحوبة بالبخار. حتى بعد كهربة أجزاء كبيرة من الشبكة، بقي عدد من الخطوط يعمل بالبخار. اليوم، يستخدم مصطلح إس باهن في برلين فقط لتلك الخطوط والقطارات مع نقل الطاقة الكهربائية للسكك الحديدية الثالثة الخاص ببرلين.
في أجزاء أخرى من ألمانيا وغيرها من البلدان الناطقة بالألمانية، يتم تعيين القطارات الأخرى أس-باهن بدون ميزات برلين المحددة. هامبورغ أس-باهن هو النظام الآخر الوحيد الذي يستخدم كهربة السكك الحديدية الثالثة.